# Knives Don't Have Your Back
Knives Don't Have Your Back è il primo album in studio della cantautrice canadese Emily Haines e dei Soft Skeleton. In realtà non è il suo album di debutto, dato che ha pubblicato sotto il suo nome un numero limitato di copie di un'opera del 1996, l'album Cut in Half e Also Double, che è stato autoprodotto.
Knives Don't Have Your Back è stato pubblicato nel settembre 2006 su Last Gang Records.
L'album è stato "lodato dalla critica" ed è stato considerato uno dei migliori album del 2006. Metacritic, che assegna una valutazione normalizzata su 100 alle recensioni delle pubblicazioni principali, ha ricevuto un punteggio medio di 73 basato su 18 recensioni.
La canzone Doctor Blind è stata classificata #457 nella Top 500 Tracks degli anni 2000 da Pitchfork Media.

## Tracce
1. Our Hell – 4:09
2. Doctor Blind – 3:57
3. Crowd Surf Off a Cliff – 5:56
4. Detective Daughter – 5:10
5. The Lottery – 3:45
6. The Maid Needs a Maid – 3:21
7. Mostly Waving – 3:12
8. Reading in Bed – 2:49
9. Nothing & Nowhere – 3:24
10. The Last Page – 4:49
11. Winning – 5:08